# Chauffours
Chauffours és un municipi francès, situat al departament de l'Eure i Loir i a la regió de Centre – Vall del Loira. L'any 2007 tenia 288 habitants.

## Demografia

### Població
El 2007 la població de fet de Chauffours era de 288 persones. Hi havia 110 famílies, de les quals 20 eren unipersonals (8 homes vivint sols i 12 dones vivint soles), 37 parelles sense fills, 45 parelles amb fills i 8 famílies monoparentals amb fills.
La població ha evolucionat segons el següent gràfic:
Habitants censats

### Habitatges
El 2007 hi havia 120 habitatges, 111 eren l'habitatge principal de la família, 6 eren segones residències i 4 estaven desocupats. 114 eren cases i 5 eren apartaments. Dels 111 habitatges principals, 100 estaven ocupats pels seus propietaris, 10 estaven llogats i ocupats pels llogaters i 1 estava cedit a títol gratuït; 1 tenia una cambra, 2 en tenien dues, 11 en tenien tres, 26 en tenien quatre i 71 en tenien cinc o més. 88 habitatges disposaven pel capbaix d'una plaça de pàrquing. A 38 habitatges hi havia un automòbil i a 70 n'hi havia dos o més.

### Piràmide de població
La piràmide de població per edats i sexe el 2009 era:
| Homes | Edats   | Dones |
| ----- | ------- | ----- |
| 0     | 95 o +  | 0     |
| 0     | 90 a 94 | 0     |
| 0     | 85 a 89 | 0     |
| 0     | 80 a 84 | 0     |
| 0     | 75 a 79 | 4     |
| 12    | 70 a 74 | 8     |
| 4     | 65 a 69 | 4     |
| 0     | 60 a 64 | 8     |
| 4     | 55 a 59 | 4     |
| 8     | 50 a 54 | 8     |
| 8     | 45 a 49 | 12    |
| 12    | 40 a 44 | 12    |
| 20    | 35 a 39 | 12    |
| 8     | 30 a 34 | 12    |
| 8     | 25 a 29 | 8     |
| 12    | 20 a 24 | 12    |
| 12    | 15 a 19 | 4     |
| 12    | 10 a 14 | 8     |
| 24    | 5 a 9   | 4     |
| 4     | 0 a 4   | 8     |

## Economia
El 2007 la població en edat de treballar era de 190 persones, 150 eren actives i 40 eren inactives. De les 150 persones actives 147 estaven ocupades (80 homes i 67 dones) i 3 estaven aturades (2 homes i 1 dona). De les 40 persones inactives 23 estaven jubilades, 9 estaven estudiant i 8 estaven classificades com a «altres inactius».

### Ingressos
El 2009 a Chauffours hi havia 106 unitats fiscals que integraven 297 persones, la mediana anual d'ingressos fiscals per persona era de 20.737 €.

### Activitats econòmiques
Dels 4 establiments que hi havia el 2007, 3 eren d'empreses de construcció i 1 d'una empresa d'hostatgeria i restauració.
Dels 3 establiments de servei als particulars que hi havia el 2009, 1 era un paleta i 2 guixaires pintors.
L'any 2000 a Chauffours hi havia 7 explotacions agrícoles.

## Poblacions més properes
El següent diagrama mostra les poblacions més properes.